# Джордж Фокс
Джордж Фокс (англ. George Fox; липень 1624 — 13 грудня 1691) — англійський ремісник, релігійний дисидент, містик, засновник Релігійної громади Друзів, які також відомі як квакери.
Дж. Фокс жив в епоху великих соціальних потрясінь і воєн. Він пішов проти релігійних і політичних володарів, запропонувавши незвичайний і безкомпромісний підхід до християнської віри. Він подорожував по всій Британії як проповідник-нонкомформіст, за що його часто переслідувала влада, яка не схвалювала подібні переконання.
Його проповідницьке служіння вийшло за межі Англії. Він відвідував Північну Америку і Нідерланди. Фокс часто піддавався тюремногому ув'язненню. Останні десять років життя він провів в Лондоні, працюючи над організаційним зміцненням і поширенням руху квакерів.